# Bob Marley
Robert "Bob" Nesta Marley (født 6. februar 1945 i St. Ann, Jamaica, død 11. maj 1981 på Cedars of Lebanon Hospital, Miami, Florida) var en sanger, guitarist og sangskriver fra Saint Ann, Jamaica. Bob Marley er nok den mest kendte reggae-musiker nogensinde, og det var ham der gjorde genren populær uden for Jamaica. Meget af hans musik handler om de fattige og magtløses kamp, og han prøvede at udbrede rastafarinismen med sin musik.	
Marleys bedst kendte hits omfatter "I Shot the Sheriff", "No Woman, No Cry", "Exodus", "Could You Be Loved", "Stir It Up", "Jammin'", "Redemption Song", "One Love" og sammen med The Wailers, "Three Little Birds", samt det posthume udgivelser "Buffalo Soldier" og "Iron Lion Zion". Greatest Hits albummet, Legend, udgivet i 1984, tre år efter hans død, er den bedst sælgende reggae-album nogensinde (10 gange platin i USA, med et salg på mere end 20 millioner eksemplarer).
Marley var gift med Rita Anderson Marley, som ofte spillede sammen med Bob Marley som en del af back-up sanger-gruppen The I Threes. Det var med Rita at Marley havde fire af sine ni børn, blandt andet David "Ziggy" Marley og Stephen Marley som i dag viderebringer deres fars musik i gruppen Melody Makers.

## Politiske og religiøse meninger
Marley var kendt som en tilhænger af den rastafarianske bevægelse. Det var hans kone Rita, som først introducerede ham til bevægelsen/religionen, og han blev senere undervist af Mortimer Planner. Han arbejdede som en uofficiel missionær for rastafarinismen, og var grund til, at religionen blev mere velkendt. Hans tekster handlede tit om fred for alle mennesker. Mod slutningen af sit liv blev Marley døbt af den etiopiske ortodokse kirke, ved navnet Berhane Selassie.
Som en tilhænger af rastafarianske bevægelse, gik Marley ind for brugen af cannabis – den åndelige brug af Ganja (marijuana) bliver ofte nævnt i hans musik.

## Barndom
Marley blev født den 6. februar 1945, som søn af en hvid engelsk officer og en sort teenagemoder. Hans forældre blev gift den 9. juli 1944. Faderen kendte aldrig sin søn på grund af at faderens familie forkastede både barnet og ægteskabet med denne familie. Grundet dette, havde han et hårdt liv på grund af sin blandede herkomst, hvilket i anekdoktisk form beretter om hans senere kaldenavn "Tuff gong", som også blev navnet på hans senere studie.

## Musikkarriere

### Tidlige karriere
Marley startede med at eksperimentere med ska, men gik dog hen til reggae, og han spillede, sang, og underviste i en lang periode i 1970'erne og 1980'erne mens reggae-musikken udviklede sig. Marley er nok bedst kendt for hans arbejde med gruppen "The Wailers", hvori to andre kendte reggae-musikere også spillede – Bunny Livingstone og Peter Tosh. Livingstone og Tosh forlod dog senere gruppen, og har begge haft succesfulde solo-karrierer.
Meget af Marleys tidlige musik blev produceret af Coxsone Dodd i Studio One. Dette faldt dog væk på grund af finansproblemer, og i begyndelsen af 1970'erne blev meget af hans (mange ville sige bedste) musik produceret af Lee Perry. Da der var skænderi om rettighederne til nogle optagelser, holdt de to op med at arbejde sammen, dog ville de senere komme til at arbejde sammen igen i London, og forblev venner indtil Marley's død.
Marley's musik er mere eller mindre grunden til at reggae blev accepteret i almindelig kultur udenfor Jamaica. Marley skrev kontrakt med Chris Blackwells Island Records i 1971, som på dette tidspunkt var et meget indflydelsesrig og nyskabende pladefirma. Island Records udgav albummer af en række vidt forskellige men alle meget succesrige musikere, deriblandt Genesis, Nick Drake og John Martyn. Selv om der er mange der mener at Blackwell prøvede at få Marley til at ændre hvad han ville opnå med hans musik, er der også andre der mener at hans kunnen som producer gjorde meget for at gøre Marleys ønske om at bringe reggae til verden en virkelighed. Det var Marleys hit i 1975, No Woman, No Cry som først gjorde ham generelt kendt.

## Død
I 1977 blev Bob Marley skadet under en fodboldkamp. Skaden ville ikke hele og efter at have søgt læge, blev det gjort klart for Marley, at han havde hudkræft i en tå, og at den ville sprede sig. Bob Marley fravalgte behandling, da det ifølge den rastafarianske bevægelse er en synd at skære i kød. I foråret 1980 gik det stærkt ned ad bakke med Marleys helbred. Alligevel valgte han at takke ja til en invitation til Zimbabwes uafhængighedsdag 17. april 1980.
I efteråret samme år skulle Marley indlede en vintertour med vennen Stevie Wonder. Det blev til to koncerter i New York, før det gik galt. Under en løbetur i Central Park i New York kollapsede Bob Marley. Lægerne fortalte ham, at kræften havde spredt sig til hjernen, leveren og lungerne. Samme aften spillede han sin sidste koncert i Pittsburgh.
I begyndelsen af 1981 begyndte Marley at få kemoterapi. Det forårsagede, at hans dreadlocks faldt af og han blev skaldet. På sin 36 års fødselsdag modtog han FN's fredspris. 
Marleys sidste ønske var at dø på Jamaica blandt venner og familie, et ønske han ikke fik opfyldt. Bob Marley døde på The Hospital of Meird, Miami, Florida, tidligt om morgenen,  11. maj 1981 af hjernesvulst og lever- og lungekræft. Da nyheden om hans død nåede Jamaica, udråbte Premierminister Michael Manley Marley som national folkehelt og han blev tildelt Jamaicas højeste orden Order of Merit og fik en statsmandsbegravelse arrangeret af Jamaicas folk. Op mod halvdelen af Jamaicas befolkning på omkring 2,5 millioner deltog i Marleys begravelse, der foregik i nærheden af hans fødeby.

## Eksterne kilder og henvisninger
- Bob Marley på gravsted.dk

1. ↑  Bob Marley, a.k.a. Tuff Gong, a.k.a. Gong Gong Gorilla remembered

- Wikimedia Commons har flere filer relateret til Bob Marley